# Studium Europy Wschodniej Uniwersytetu Warszawskiego

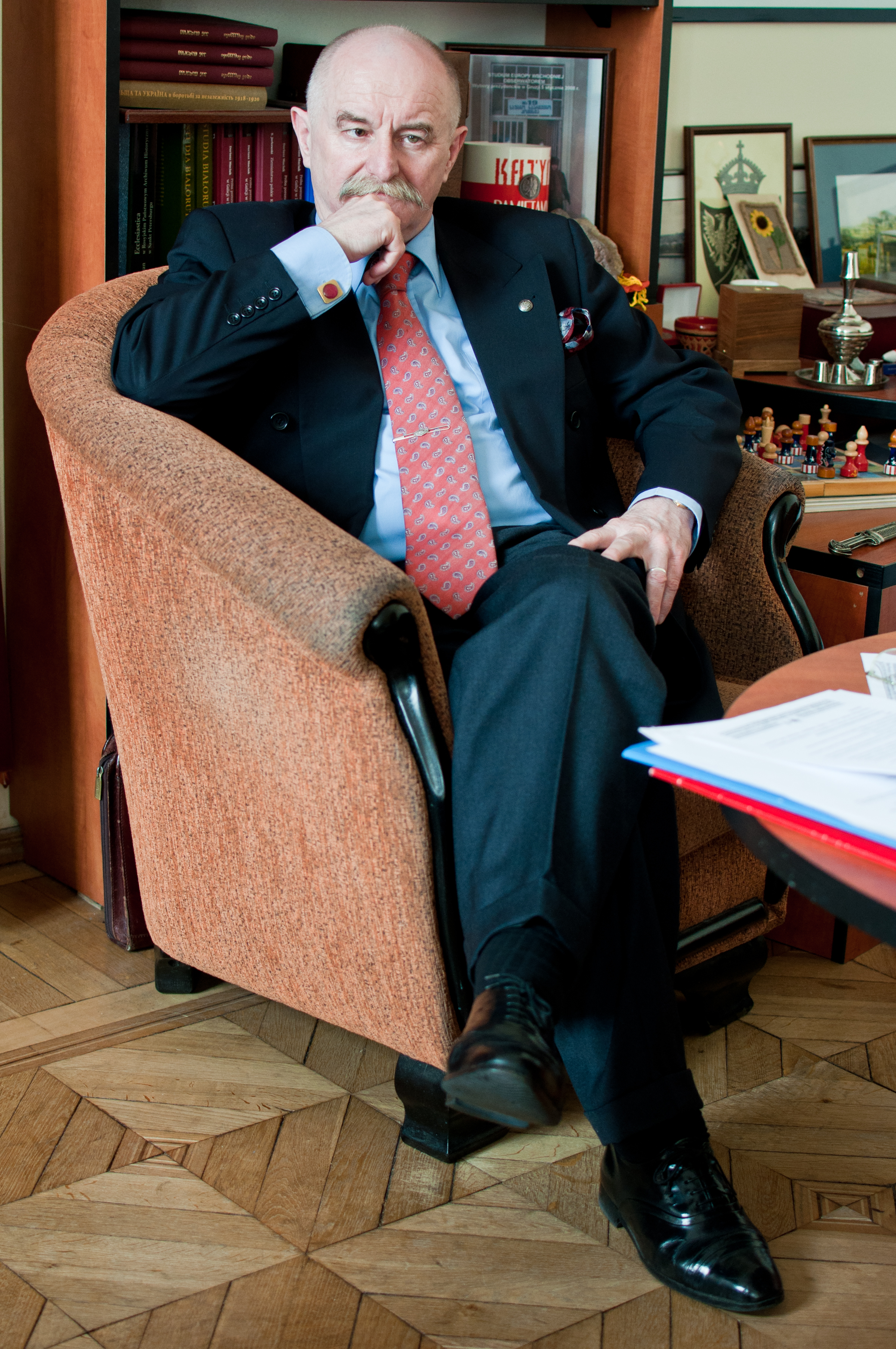
dyr. Jan Malicki, dr h.c.

Studium Europy Wschodniej Uniwersytetu Warszawskiego (SEW UW) (wcześniej Studium Europy Wschodniej i Azji Środkowej) – jednostka badawczo-dydaktyczna Uniwersytetu Warszawskiego specjalizująca się w historii oraz współczesności Europy Środkowej, Europy Wschodniej, Rosji, Kaukazu, Azji Środkowej oraz Bałkanów. Studium zostało założone w 1990 r. jako instytucja kontynuująca tradycje międzywojennej polskiej myśli sowietologicznej, z czasem stając się największą europejską instytucją akademicką w zakresie studiów wschodnich. 
Zespół SEW UW to obecnie 85 pracowników, zajmujących się dydaktyką, badaniami naukowymi, działalnością ekspercką oraz projektami współpracy międzynarodowej. 
Od początku istnienia dyrektorem Studium Europy Wschodniej jest Jan Malicki. Wicedyrektorem SEW UW jest Adam Eberhardt.
Studium powstało przy Instytucie Orientalistycznym Uniwersytetu Warszawskiego. Podstawą organizacji Studium było powołane pod kierownictwem profesora Tadeusza Majdy Seminarium Problemów Narodowościowych Związku Radzieckiego i Europy Środkowej. Inicjatorami powstania seminarium oprócz Majdy oraz Malickiego był Andrzej Ananicz.
Korzenie Studium tkwią w podziemnym piśmie „Obóz” założonym w 1981 oraz w próbach tworzenia podziemnego Instytutu Europy Wschodniej w końcu 1983 r.
Od 1992 Studium Europy Wschodniej organizuje „Wschodnią Szkołę Letnią” przeznaczoną dla młodych badaczy z Europy Wschodniej i Środkowej, zajmujących się historią i współczesnością regionu. Od 1998 przy Studium prowadzone są Specjalistyczne Studia Wschodnie. „Studia Wschodnie” mają charakter interdyscyplinarny i mają na celu przekazywanie specjalistycznej wiedzy o regionie.
Od 2002 przy Studium działa katedra Fulbright-Warsaw University Distinguished Chair in East European Studies – pierwsza na świecie katedra Fulbrighta specjalizująca się w studiach wschodnich.
Studium prowadzi szeroką działalność wydawniczą. Wśród wydawanych pozycji należy wymienić m.in. „Obóz”, „Przegląd Wschodni”, „Nowy Prometeusz” czy „Pro Georgia („Journal of Kartvelological and Caucasian Studies)”. Corocznie SEW UW wydaje kilkanaście książek.
Studium Europy Wschodniej prowadzi liczne projekty badawcze – realizuje granty m.in. Narodowego Centrum Nauki, Narodowego Programu Rozwoju Humanistyki, Senatu RP, Kancelarii Prezesa Rady Ministrów, Ministerstwa Spraw Zagranicznych oraz projekty własne (np. „Polacy w Naddniestrzu”).

## Programy stypendialne

### Stypendia Wschodnie
Stypendia Wschodnie organizowane są od 2001 i umożliwiają odbycie „Specjalistycznych Studiów Wschodnich UW” – dwuletnich studiów magisterskich. Stypendia Wschodnie skierowane są do kandydatów z krajów b. ZSRR i b. obozu komunistycznego.
Celem utworzenia „Stypendiów Wschodnich”, pochodzących z funduszy budżetowych RP, jest to aby Studia Wschodnie mogły służyć nie tylko kształceniu nowych młodych, dobrze przygotowanych kadr polskich specjalistów „od spraw wschodnich”. Równie ważnym celem staje się to, aby Studia Wschodnie mogły kształcić także młodych specjalistów z innych krajów, zwłaszcza krajów ościennych i aby wspólnie, Polacy i ich koledzy, mogli tu w Warszawie studiować zagadnienia przeszłości, teraźniejszości i przyszłości regionu. Wśród studentów, którzy skorzystali ze Stypendiów Wschodnich należą m.in. obywatele Białorusi, Rosji, Armenii, Azerbejdżanu, Bułgarii, Chorwacji, Czech, Gruzji, Kazachstanu, Kirgistanu, Litwy, Łotwy, Macedonii, Mołdawii, Mongolii, Słowacji, Tadżykistanu, Turcji, Ukrainy, Uzbekistanu i Węgier.

### Program Stypendialny dla Młodych Naukowców
Program skierowany jest do osób mających określone osiągnięcia naukowe i ma na celu realizację staży naukowych, mających charakter rocznych indywidualnych studiów uzupełniających. Rozpoczęty w 2003 roku program skierowany jest do kandydatów z Rosji, Ukrainy, Białorusi, Mołdawii, państw Azji Centralnej i Kaukazu. Stypendia są przyznawane na realizację staży naukowych, mających charakter rocznych indywidualnych studiów uzupełniających.

### Program stypendialny im. Lane’a Kirklanda
Studium jest warszawskim organizatorem wielu programów stypendialnych. Studium jest również koordynatorem programu stypendialnego im. Lane’a Kirklanda finansowanego przez Polsko-Amerykańską Fundację Wolności. Instytucją odpowiedzialną za realizację Programu w całej Polsce jest obecnie Fundacja Liderzy Przemian. Stypendia skierowane są dla kandydatów z krajów Europy Wschodniej, którzy w swej działalności naukowej skupiają się na analizie przekształceń ekonomicznych, społecznych i politycznych państw komunistycznych.

### Stypendium im. Krzysztofa Skubiszewskiego
Stypendium zostało ufundowane przez Fundację rodziny Krzysztofa Skubiszewskiego i pozostaje pod honorowym patronatem Ministra Spraw Zagranicznych RP. Skierowane jest do kandydatów z Europy Środkowej, Bałkanów, krajów bałtyckich, Europy Wschodniej, Rosji, Azji Środkowej i krajów Kaukazu i umożliwia odbycie całorocznego indywidualnego stażu naukowego na Uniwersytecie Warszawskim (lub innej uczelni w Polsce) w zakresie prawa, nauk politycznych lub historii najnowszej. Celem programu jest promowanie demokracji, poszanowania praw człowieka, państwa prawa i zasad prawa w stosunkach międzynarodowych.

### Program Stypendialny im. Konstantego Kalinowskiego
Program Stypendialny im. Konstantego Kalinowskiego jest największym w Europie programem pomocowym skierowanym do obywateli Białorusi, którzy ze względu na swe poglądy polityczne nie mogą studiować w swoim kraju.
Program powstał 30 marca 2006 roku dzięki staraniom polskich władz oraz władz polskich uczelni. Tego dnia premier Kazimierz Marcinkiewicz i Alaksandr Milinkiewicz, przedstawiciel Bloku Zjednoczonych Sił Demokratycznych na Białorusi oraz rektorzy Konferencji Rektorów Uniwersytetów Polskich (KRUP) i Konferencji Rektorów Akademickich Szkół Polskich (KRASP) podpisali list intencyjny na Uniwersytecie Warszawskim.

## Szkoły

### Wschodnia Szkoła Letnia
Wschodnia Szkoła Letnia (WSL) powstała w 1991 r. i jest najstarszym przedsięwzięciem organizowanym przez Studium. WSL to trzytygodniowe międzynarodowe staże naukowe skierowane do młodych badaczy, z krajów b. ZSRR, krajów Europy Środkowej, oraz do badaczy z Europy Zachodniej i Ameryki zajmujących się historią i współczesnością tego regionu. Wykładowcami są najwybitniejsi specjaliści z całego świata.

### Wschodnia Szkoła Zimowa

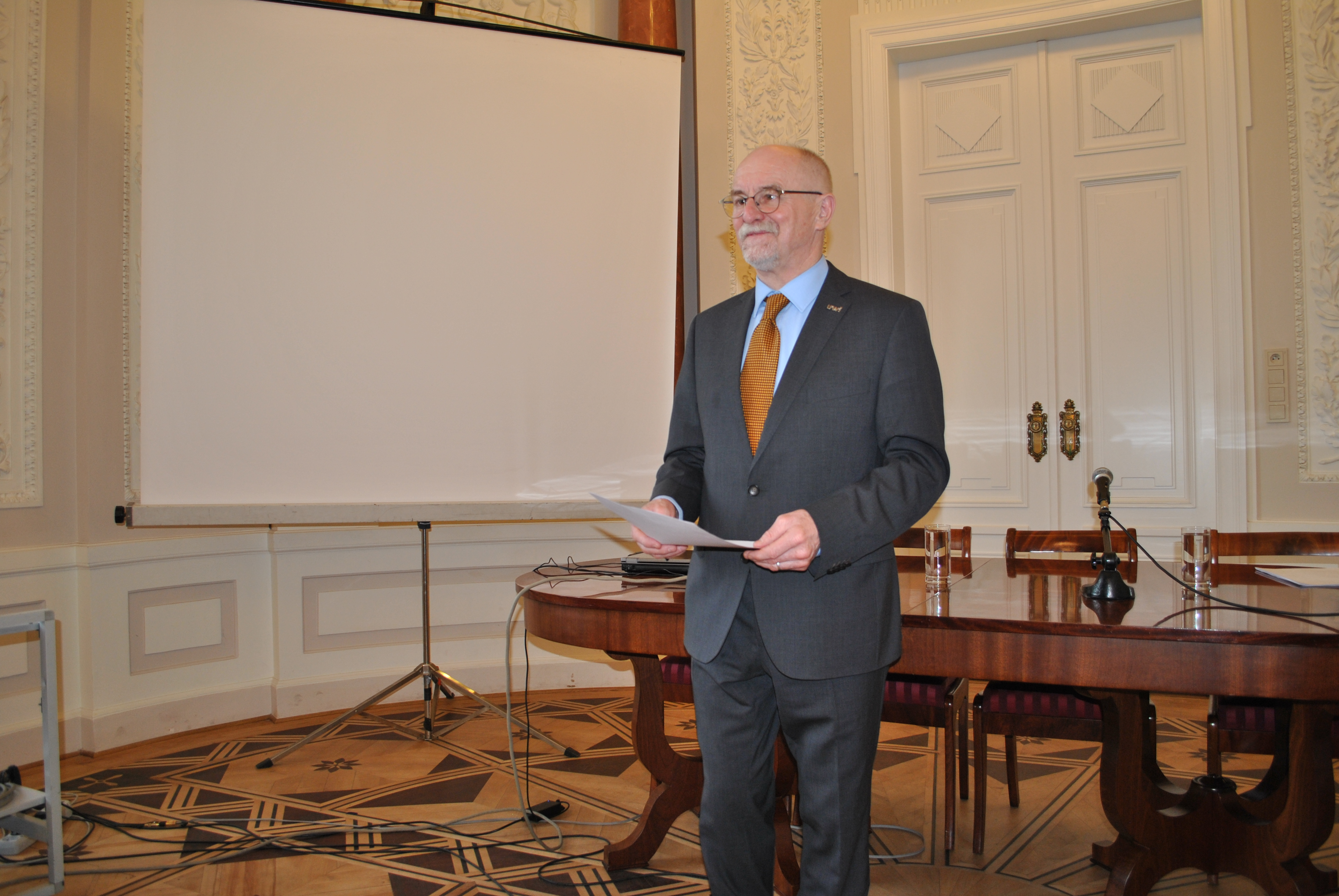
Jan Malicki podczas ceremonii Wschodniej Szkoły Zimowej 2017

Wschodnia Szkoła Zimowa (WSZ) istnieje od 2004 r. i organizowana jest wspólnie ze Kolegium Europy Wschodniej im. Jana Nowaka-Jeziorańskiego. Uczestnikami Wschodniej Szkoły Zimowej są studenci ostatniego roku studiów magisterskich, planujący związanie swojej przyszłości z działalnością naukową.

### Studium Dyplomatyczne dla Białorusi
W 2020 r. SEW zainicjował „Studium Dyplomatyczne dla Białorusi”. Jest to specjalistyczny program kształcenia w zakresie stosunków międzynarodowych dla Białorusinów, który zmuszeni byli do emigracji, połączony z intensywnym kursem języków obcych, w tym jęz. polskiego i francuskiego oraz praktykami zawodowymi. Projekt jest realizowany we współpracy z Krajową Szkołą Administracji Państwowej oraz polskimi instytucjami analitycznymi i eksperckimi. Jak dotąd przeprowadzono cztery ośmiomiesięczne edycje.

### Szkoła Języków Wschodnich
Działa od 1999, utworzona w ramach SEW UW, koncentrująca się początkowo tylko na potrzebach |Studiów Wschodnich". Obecnie Szkoła działa w ramach całego Wydziału Orientalistycznego UW, a jej oferta jest otwarta dla innych studentów UW, ale również dla chętnych spoza uczelni. W roku akademickim 2023/24 Szkoła Języków Wschodnich oferowała nauczanie 25 języków, również rzadkich, a w lektoratach uczestniczyło ponad 1400 uczestników.

## Konferencje

John Micgiel i Jan Malicki podczas WEEC 2017

### Warsaw East European Conference
Prelegenci WEEC to najważniejsi specjaliści związani z regionem Europy Środkowej i Wschodniej: naukowcy, politycy, dyplomaci, publicyści. Każdego roku WEEC gości przedstawicieli niemal wszystkich krajów dawnego Bloku Wschodniego, państw Europy Zachodniej, USA, a także krajów azjatyckich. Wśród osób, które dotychczas wzięły udział w WEEC znaleźli się m.in. Lech Wałęsa, Władimir Bukowski, Zbigniew Kruszewski, Valdas Adamkus, Andrew Michta, Leszek Balcerowicz, Daniel Fried. Dyrektorem konferencji jest dr Adam Eberhardt.
WEEC to interdyscyplinarna konferencja poruszająca najważniejsze kwestie związane z regionem. Poruszane są tematy takie jak: społeczeństwo obywatelskie, rządy prawa, komunizm, postkomunizm, transformacja ustrojowa, demokracja, autorytaryzm, kultura i religia, partnerstwo wschodnie, ekonomia, transformacja gospodarcza, bezpieczeństwo energetyczne, NATO, bezpieczeństwo regionalne, globalizacja, imperializm, neoimperializm, konflikty narodowe, organizacje pozarządowe itp.

### Konferencja prometejska
Konferencja prometejska organizowana jest przy współpracy czasopisma naukowego Nowy Prometeusz. Jest to międzynarodowa konferencja poświęcona szeroko rozumianej problematyce ruchu prometejskiego. Co roku Konferencja nosi inny tytuł i dotyczy różnych aspektów prometeizmu: postaci, organizacji, czasopism, wizji politycznych i geopolitycznych czy losów prometeizmu po wybuchu II wojny światowej.

### Kaukaz po 1991 roku
„Kaukaz po 1991 roku” jest międzynarodową konferencją odbywającą się od 2013 roku. Skierowana jest do doświadczonych naukowców, jak i młodych badaczy Kaukazu Północnego i Południowego. Wśród omawianych tematów znajdują się kwestie natury politycznej, społecznej i kulturowej.

### Sesja Kaukazologiczna im. św.Grzegorza Peradze
Konferencja dotyczy zagadnień współczesnego oblicza Kaukazu. Tematyka społecznych i kulturowych aspektów transformacji w krajach zakaukaskich, kwestia demokratyzacji i zmian systemowych jest przedmiotem referatów i dyskusji. Dyskusja obejmuje aktualne projekty polityczne, kwestie konfliktów terytorialnych prowadzących do powstania niestabilnych stref na Kaukazie, relacje UE i Stanów Zjednoczonych z krajami zakaukaskimi w kontekście bezpieczeństwa energetycznego w regionie, jak również rosyjskiej polityki zagranicznej wobec Zakaukazia.

### Spotkania Polsko-Ukraińskie w Jaremczu
Forum polsko-ukraińskie odbywające się od 2007, łączące naukowców, dyplomatów i publicystów.

## Nagrody

### Nagroda Przeglądu Wschodniego
Nagroda „Przeglądu Wschodniego” przyznawana jest od 1994 r. przez kwartalnik naukowy „Przegląd Wschodni” za najlepszą książkę naukową o tematyce wschodnioeuropejskiej. Nagroda cieszy się prestiżem środowiska naukowego zajmującego się tematyką wschodnią. Pośród laureatów znajdują się osoby zajmujące się różnymi dziedzinami nauki: historii, prawa politologii lub etnologii.

### Nagroda im.Iwana Wyhowskiego
Nagroda im. Iwana Wyhowskiego ma na celu uhonorowanie zasług obywateli Ukrainy w rozwoju nauki, kultury i życia publicznego, w kształtowaniu i rozwoju społeczeństwa obywatelskiego na Ukrainie oraz budowaniu demokratycznej Ukrainy. Laureat Nagrody, z zakresu szeroko rozumianych nauk humanistycznych otrzymuje możliwość rocznego pobytu naukowego na kolejno odwiedzanych 6 polskich uniwersytetach, gdzie może prowadzić wykłady na tematy związane z historią lub współczesnością Ukrainy i regionu, stosunków polsko-ukraińskich, a także podejmować własne prace archiwalne i badawcze.

### Nagroda im.Lwa Sapiehy
Nagroda im. Lwa Sapiehy pod honorowym patronatem Prezydenta RP, została ustanowiona w roku 2006 przez: Studium Europy Wschodniej Uniwersytetu Warszawskiego i Kolegium Europy Wschodniej we Wrocławiu (jako inicjatorów Nagrody) oraz podjęta i wsparta przez grupę uniwersytetów: Uniwersytet Warszawski, Uniwersytet Jagielloński, Uniwersytet im. Adama Mickiewicza w Poznaniu, Uniwersytet Wrocławski oraz Uniwersytet w Białymstoku.
Nagroda ma na celu honorowanie wybitnych zasług obywateli Białorusi w kształtowaniu i rozwoju społeczeństwa obywatelskiego na Białorusi oraz budowaniu niepodległej, demokratycznej Białorusi – skierowanej ku Europie, uwzględniającej najlepsze tradycje historyczne Rzeczypospolitej Obojga Narodów oraz w kształtowaniu i rozwoju społeczeństwa obywatelskiego w Europie Środkowej i Wschodniej.
Uroczystość wręczenia nagrody odbywa się corocznie na Uniwersytecie Warszawskim w dniu 4 kwietnia, w rocznicę urodzin Lwa Sapiehy – patrona Nagrody, pisarza króla Stefana Batorego, kanclerza i hetmana wielkiego litewskiego.

### Nagroda im.Tytusa Filipowicza
Nagroda honoruje obywateli Gruzji, Armenii i Azerbejdżanu za wspieranie rozwoju społeczeństwa obywatelskiego w oparciu o związki z Polską i Europą.

### Nagroda im.Juliusza Bardacha
Nagroda jest przyznawana najlepszym pracom magisterskim i doktorskim, dotyczącym problematyki spuścizny państwowej, prawnej i kulturalnej Wielkiego Księstwa Litewskiego w XIX-XX wieku, lub analizującym problemy związane z historią co najmniej dwóch krajów ziem byłego Wielkiego Księstwa Litewskiego – Białorusi, Litwy, Polski i Ukrainy. Konkurs ogłaszany jest przez Instytut Wielkiego Księstwa Litewskiego.

### Nagroda im. św. Grzegorza Peradze
Utworzona w 2010 roku, na mocy decyzji Międzynarodowej Rady Naukowej „Pro Georgia. Journal of Kartvelological Studies”, wydawanego przez Studium Europy Wschodniej. Nagroda jest przyznawana co dwa lata osobom, które w swojej działalności naukowej prezentują te wartości, którym wierny był św. Grzegorz Peradze.

## Działalność ekspercka
W ramach Studium działają dwa wyspecjalizowane kilkunastoosobowe ośrodki eksperckie, zajmujące się współczesnymi wyzwaniami Ukrainy i Białorusi. 
W Centrum Studium nad Ukrainą pracuje zespół ukraińskich badaczy i ekspertów których ważnym obszarem pracy jest dialog w sprawach historycznych. Centrum organizuje liczne konferencje, seminaria oraz wykłady otwarte, przygotowywana jest własna seria wydawnicza. 
Z kolei Centrum Studiów Białoruskich powstało w celu umożliwienia białoruskim naukowcom pracy badawczej w obliczu ograniczeń politycznych na Białorusi. Centrum wydało dotąd dziewięć tomów swego periodyku „Rocznika/Hadawik CSB”, zawierających badania nad historią i współczesnością Białorusi; dorocznie organizowane są również konferencje białorutenistyczne.
Działalnością ekspercką SEW UW  zajmuje się również powołana w 2020 r. „Grupa Analityczna Białoruś-Ukraina-Region”, gromadząca ekspertów polskich, białoruskich, litewskich i ukraińskich. Owocem ich pracy są obszerne raporty oraz liczne mniejsze analizy na tematy współczesnej sytuacji w regionie. 

## Biuletyn Informacyjny Studium
Biuletyn Informacyjny Studium (BIS) jest internetowym serwisem informacyjnym prezentującym najnowsze doniesienia ze Wschodu, BIS nawiązuje w swojej nazwie do tradycji podziemnego „Biuletynu Informacyjnego Obozu”. Redaktorzy BIS-u są absolwentami-obcokrajowcami Studium, dzięki czemu pozyskiwane przez nich informacje pochodzą „z pierwszej ręki” – są wyszukiwane i opracowywane, w oparciu o lokalne serwisy informacyjne, prasę i inne doniesienia medialne. Wiadomości z regionu, często po raz pierwszy pojawiające się w polskiej przestrzeni medialnej, aktualizowane są trzy razy w tygodniu – we wtorki, czwartki i soboty rano.
Całością prac BIS-u kieruje red. Maria Przełomiec.
Redaktorami Biuletynu są:
- Rosja: Jurij Kurstak
- Ukraina i Mołdawia: Andrij Szeremet
- Białoruś i kraje bałtyckie: Igor Isajew
- Europa Środkowa: Agata Szczuka
- Bałkany: Ecelino Ionescu
- Rumunia: Ecelino Ionescu
- Azja Środkowa: Eugenia Olejnikowa
- Kaukaz: Krzysztof Łukjanowicz[18]

## Stacje zagraniczne SEW
W ramach współpracy międzynarodowej Studium prowadzi zagraniczne stacje, które służą intensyfikacji międzynarodowej współpracy akademickiej Uniwersytetu Warszawskiego: 
- Wileńska
- Kijowska
- Naddniestrzańska
- Kaukaska w Tbilisi
- Bałkańska w Tiranie (w trakcie organizacji).

## Dawne Obserwatorium Astronomiczno-Meteorologiczne na szczycie Pop Iwan

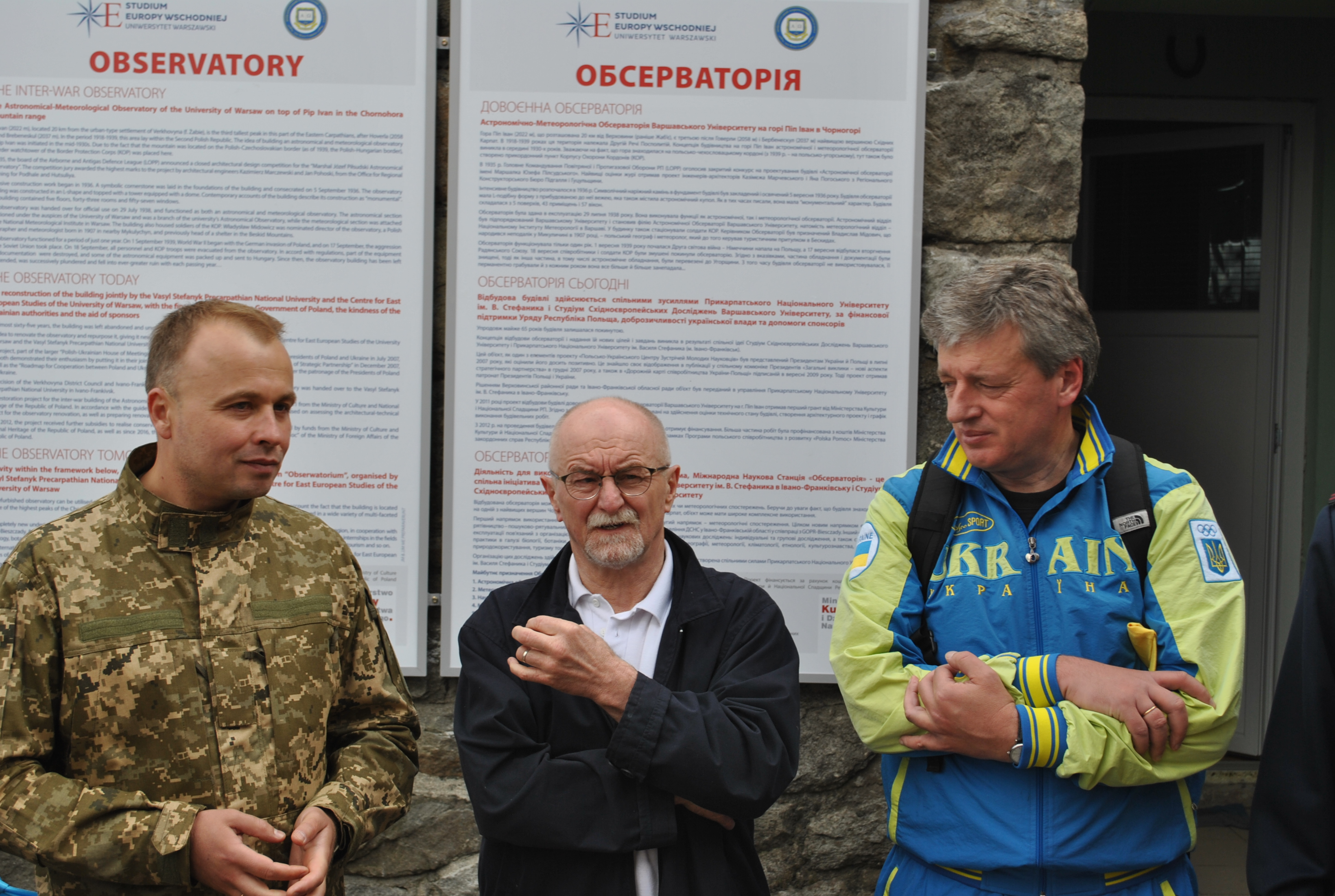
Min. Roman Greba, dyr Jan Malicki, Igor Cependa podczas ceremonii otwarcia stanicy ratownictwa górskiego

Poza działalnością dydaktyczną, badawczą, ekspercką, konferencyjną oraz stypendialną, Studium Europy Wschodniej podejmuje działania na rzecz budowy instytucji dialogu w dosłownym znaczeniu. Najważniejsze inwestycje realizowane są w obwodzie iwano-frankiwskim Ukrainy we współpracy z Przykarpackim Uniwersytetem Narodowym im. Wasyla Stefanyka. Są to budowa Polsko-Ukraińskiego Domu Spotkań Młodzieży Akademickiej w Mikuliczynie oraz renowacja gmachu przedwojennego Obserwatorium Astronomiczno-Meteorologicznego im. Marszałka Józefa Piłsudskiego szczycie Pop Iwan, w paśmie Czarnohory w Beskidach Wschodnich. Od 2012 roku trwają prace mające na celu renowację budynku. 
Obie inwestycje mają stanowić bazę dla praktyk polskich i ukraińskich studentów (astronomia, meteorologia, botanika, geografia i in.), planowane są pracownie naukowe, w tym w zakresie obserwacji meteorologicznych i astronomicznych. W 2017 roku w budynku obserwatorium znajduje się stacja ukraińskiego ratownictwa górskiego.